# Raionul Antrațît, Luhansk
Antrațît (în ucraineană Антрацитівський район, transliterat: Antrațîtivskîi raion) este un raion în regiunea Luhansk, Ucraina. Reședința sa este orașul Antrațît.

## Demografie
Componența lingvistică a raionului Antrațît
     Rusă (53,1%)
     Ucraineană (46,51%)
     Alte limbi (0,16%)
Conform recensământului din 2001, majoritatea populației raionului Antrațît era vorbitoare de rusă (53,1%), existând în minoritate și vorbitori de ucraineană (46,51%).